# 항인지질 증후군
항인지질 증후군 또는 항인지질 항체 증후군 ( APS 또는 APLS )은 항인지질 항체에 의해 유발되는 자가 면역과 응고 상태이다. 동맥과 정맥 모두에서 혈전(혈전증)을 유발할 뿐 아니라, 유산, 사산, 조산, 중증 임신중독증과 같은 임신 관련 합병증을 유발한다. APS의 정확한 병인은 아직 명확하지 않지만 유전학이 질병의 발병에 중요한 역할을 하는 것으로 믿어진다. 진단 기준은 하나의 임상 사건(예: 혈전증 또는 임신 합병증)과 루푸스 항응고제, 항-아포지단백 항체 또는 항-카디오리핀 항체를 검출하는 3개월 이상의 간격을 둔 2개의 양성 혈액 검사 결과를 필요로 한다.
항인지질 증후군은 일차성 또는 이차성일 수 있다. 원발성 항인지질 증후군은 다른 관련 질환이 없을 때 발생한다. 속발성 항인지질 증후군은 전신성 홍반성 루푸스 (SLE)와 같은 다른 자가 면역 질환과 함께 발생한다. 드문 경우지만 APS는 전신 혈전증으로 인한 급속한 장기 부전으로 이어진다. 이것은 " 치명적 항인지질 증후군 "(CAPS 또는 Asherson 증후군)이라고 하며 높은 사망 위험과 관련이 있다.
항인지질 증후군은 혈전증의 추가 발생 위험을 줄이고 임신 예후를 개선하기 위해 헤파린과 같은 항응고제 치료가 필요한 경우가 많다. 와파린은 헤파린과 달리 태반을 통과 할 수 있고 기형을 유발하기 때문에 임신 중에는 사용하지 않다.
혈전이나 임신 관련 합병증이 없는 상태에서 항인지질 항체(aPL)가 있다고 해서 APS를 나타내지는 않다(APS 진단은 아래 참조). 항인지질 증후군은 모든 기관계에서 동맥 또는 정맥 혈전 또는 임신 관련 합병증을 유발할 수 있다. APS 환자에서 가장 흔한 정맥 사건은 하지의 심부정맥 혈전증이고 가장 흔한 동맥 사건은 뇌졸중이다. APS의 영향을 받는 임산부의 경우 반복적인 유산, 자궁 내 성장 제한 및 조산의 위험이 증가한다. 그러한 합병증의 빈번한 원인은 태반 경색이다. 어떤 경우에는 APS가 영양막 분화의 aPL 유도 억제로 인해 신생아의 정신 및 발달 지체의 주요 원인인 것으로 보이다. 항인지질 증후군은 임신 후기에 나타나는 전신성 홍반 루푸스에서 나타나는 대부분의 유산을 유발한다.
많은 자가 면역 질환과 마찬가지로 남성보다 여성에게 더 흔하다. 정확한 원인은 알려져 있지 않지만 응고 시스템의 활성화는 분명하다. 임상적으로 중요한 항인지질 항체(자가 면역 과정의 결과로 발생하는 항체)는 혈전증 및 혈관 질환과 관련이 있다. 증후군은 원발성(기저 질환 상태 없음) 및 이차성(기저 질환 상태와 연관됨) 형태로 나눌 수 있다.
항인지질 증후군은 루푸스 항응고제를 검출하기 위한 액상 응고 분석법 또는 항 카디오리핀 항체 또는 항아포지단백 항체를 검출하기 위한 고체상 ELISA(효소 결합 면역흡착 분석법)를 사용하여 진단된다.
증상이 없는 사람의 경우 치료가 필요하지 않다.  인지질 항체 관련 혈전증 환자에서 항응고제 등 와파린 있어서 혈전증을 방지하기 위해 사용된다. 와파린을 사용하는 경우 INR은 2.0에서 3.0 사이를 유지한다. 직접 작용 경구 항응고제는 와파린의 대안으로 사용할 수 있지만 모든 유형의 항인지질 항체(루푸스 항응고제, 항카디오리핀 항체 및 항-β2 당단백질 I 항체)에 "삼중 양성"인 사람에게는 사용할 수 없다.
항응고제는 임산부의 유산을 예방하는 것으로 보이다. 임신 중에는 와파린의 최기형성 때문에 와파린 대신 저분자량 헤파린 과 저용량 아스피린을 사용한다 . 반복적인 유산이 있는 여성은 월경 주기를 놓친 후 아스피린을 복용하고 저분자량 헤파린 치료를 시작하는 것이 좋다. 불응 성인 경우 플라즈마 교환법을 사용할 수 있다.